# Операція «Літо '95»
Операція «Літо '95» (хорв. Operacija Ljeto '95) — спільний військовий наступ частин хорватської армії та Хорватської ради оборони в Західній Боснії і Герцеговині в липні 1995 року під час хорватської війни за незалежність та війни в Боснії. Закінчився рішучою перемогою хорватських військ, проклавши шлях операції «Буря», наміченій на серпень того самого року.

## Передісторія
Більшість районів Західної Боснії і Герцеговини внаслідок війни в 1992 році перебувала під контролем військ боснійських сербів. Район Бихача був єдиною місцевістю Західної Боснії, непідвладною сербським силам, так само як і утримувана хорватами Герцеговина на південному заході країни. У 1994 році Хорватія та Боснія і Герцеговина підписали Вашингтонську угоду, а згодом і Сплітську угоду, що дозволило хорватським і боснійським підрозділам перетинати спільний кордон для підмоги одне одному.
Станом на середину 1995 р. хорватська армія поступово встановлює державну владу на захоплених сербами землях Хорватії. Після Операції «Блискавка» у травні, хорватські війська почали планувати наступ з метою захоплення всього обширу Країни. Найважливіший центр цієї області і столиця самопроголошеної Республіки Сербська Країна Книн був першою ціллю наступу, оскільки його захоплення символізувало би цілковиту поразку сербських сил у Хорватії.
Для того, щоб захопити Книн, хорватські війська вирішили обійти місто зі сходу, з області Боснійської Країни. З таким наміром і було розпочато операцію «Літо '95». Як підготовку до великих операцій узимку 1994-95 рр. було проведено незначну операцію «Зима '94» з метою зайняття найкращих позицій на життєво важливих висотах гори Дінара.

## Мета
Метою операції було зупинити наступ противника на Бихач, визволити міста Босанско-Ґрахово і Ґламоч та створити передумови для визволення Книна, північної Далмації і Ліки.

## Перебіг
25 липня хорватські війська розпочали атаку з Герцеговини, ринувшись на північ через висоти гори Дінара. Атака наштовхнулася на слабкий опір, що дало змогу хорватській армії швидко просуватися вперед.
Основним оплотом сербських сил у цьому районі було місто Босанско-Ґрахово, яке і вчинило запеклий опір. Хорватські сили його здолали, хоча й зазнавши важких втрат. Місто було захоплено 28 липня. Місто Ґламоч було здобуто на наступний день.
Операцію офіційно закінчено 30 липня, на цей час було захоплено 1600 км² боснійської території.

## Наслідки
В ході операції визволено міста Босанско-Ґрахово і Ґламоч та широку територію загальною площею близько 1600 квадратних кілометрів. У результаті наступу сербські сили в північній Далмації опинилися в оточенні з трьох боків з двома лише проходами до кордону з БіГ, а їхня обороноздатність суттєво погіршилась. Здобувши Босанско-Ґрахово хорватські війська пробилися на підступи до Книна і перерізали єдиний шлях сполучення з Книна через Дрвар до Баня-Луки. Армію Республіки Сербської відкинуто вглиб Боснії.
Вже 28 липня на всій території РСК оголошується воєнний стан. Серед сербських сепаратистів починає поширюватися страшна паніка. Якщо і очікувався напад хорватської армії, то з боку Задара і Спліта, і аж ніяк не з боку Босанско-Ґрахово, що зводило нанівець увесь попередній план оборони РСК. Втеча населення РСК до Боснії починається вже наступного дня, 29 липня 1995 року, і насамперед з Книна, де жителі заможніші, і ті, кому стало відомо про незахищеність РСК, нашвидкуруч попакували найнеобхідніше і з сім'ями вирушили в Боснію.
Після завершення наступу хорватські інженерні війська побудували дороги через пагорби гори Дінара і боснійський кордон. З початком операції «Буря» два елітні хорватські підрозділи, 4-а гвардійська моторизована та 7-а механізована бригада виступили цими дорогами з Боснії на Книн, завдяки чому було зустрінуто лише незначний опір армії хорватських сербів, а Книн було взято вже на другий день наступу, 5 серпня.
Операція заклала підвалини успішної взаємодії хорватських підрозділів з частинами боснійської армії, відвоювання всієї західної Боснії, підписання Дейтонських угод і кінця всієї Боснійської війни.